# Lương Lạc Thi
Luisa Isabella Nolasco da Silva (sinh ngày 23 tháng 6 năm 1988) thường được biết với nghệ danh Lương Lạc Thi, là nữ ca sĩ kiêm diễn viên điện ảnh Hồng Kông.

## Tiểu sử
Lương Lạc Dao sinh ra tại Macao và có một chị gái hơn cô 7 tuổi.
Cha cô, Luis Alberto Marques Nolasco da Silva (sinh 8 tháng 8 năm 1951 - mất 20 tháng 1 năm 1989) là con trai thứ ba của Tập đoàn NolascodaSilva Group (殷理基家族), một trong những gia tộc nổi tiếng tại Macao. Ông nội của Lương lạc Thi là Frederico Joao Moreira de Sousa Teles de Menezes, một người Bồ Đào Nha và bà nội là Terresa "Terry" Marques Nolasco, một phụ nữ Trung Quốc. Ông nội cô thuộc thế hệ thứ 6 trong gia tộc, cựu chủ tịch của Hiệp hội bóng đá Macao (Macau Football Association). Cha cô có hai anh trai, Henrique và Frederico cùng em trai Jose Manuel.
Mẹ của Lương Lạc Thi làm nghề chia bài tại sòng bạc Casino Lisboa, Macao và cha mẹ cô tự ý chung sống với nhau. Cha cô mất do sốc ma tuý tại São Lourenço khi cô mới được 6 tháng tuổi. Hai chị em cô không được gia đình nhà nội chấp nhận nên phải lấy họ mẹ. Lương Lạc Thi lớn lên mà không biết về gia đình bên cha mình. Do mẹ cô quá vất vả kiếm sống, phải vay mượn tiền, chịu rét, chuyển chỗ ở liên tục nên Lương Lạc Thi buộc phải kiếm tiền từ việc gia nhập làng giải trí khi 12 tuổi.
Năm 1993, cô chuyển từ Macao đến Hồng Kông và theo học trường tiểu học Bảo Lương Cục Trần Thủ Nhân (保良局陳守仁小學). Do thiếu sự quan tâm, chăm lo của cha mẹ nên cô dần có thói quen trốn học, chống đối giáo viên và nhiều lần bị cảnh báo đuổi học, chuyển trường. Năm 1996, cô vào học trường trung học Tam Dục ở Macao (澳門三育中學) nhưng do điều kiện kinh tế nên phải bỏ dở việc học.

## Sự nghiệp
Năm 12 tuổi, cô ký hợp đồng làm người mẫu cho Tập đoàn giải trí Anh Hoàng (EEG).
Sau đó cô tham gia ca hát và cho ra mắt album đầu tay có tên Isabella vào năm 16 tuổi. Tuy nhiên Isabella đã không thành công như mong đợi và Lương Lạc Thi chuyển sang diễn xuất. Từ năm 2005 đến 2007, cô tham gia hàng loạt tác phẩm điện ảnh như The Eye 10, Bug Me Not!, Isabella, Diary, and Spider Lilies.
Lương Lạc Thi từng giành được vai chính đầu tiên trong một bộ phim của điện ảnh Hoa Kỳ, đó là The Mummy: Tomb of the Dragon Emperor ra mắt năm 2008.

## Hợp đồng với Tập đoàn Giải trí Anh Hoàng
Ngày 3 tháng 4 năm 2008, Tập đoàn Giải trí Anh Hoàng đã đệ đơn kiện lên Tòa án Hồng Kông đòi bồi thường về việc Lương Lạc Thi đơn phương hủy hợp đồng kéo dài 10 năm do mẹ Lương Lạc Thi ký thay khi cô 12 tuổi. Lương Lạc Thi khởi kiện ngược lại công ty vào ngày 27 tháng 4.
Đến tháng 11 năm 2008, vụ việc cũng đi đến hồi kết chấm dứt việc kiện cáo, và ngôi sao được tự do theo đuổi sự nghiệp của mình. Tuy nhiên, ít lâu sau đó Lương Lạc Thi cũng kết hôn với tỷ phú Lý Trạch Giai và không hoạt động nghệ thuật nữa.

## Đời tư
Năm 2008, trong một buổi tiệc Lương Lạc Thi đã gặp Lý Trạch Giai, con trai của tỉ phú Lý Gia Thành và hơn Lương Lạc Thi 22 tuổi.
Cô sinh con trai đầu Lý Trường Trị vào ngày 4 tháng 6 năm 2009. Từ đó cô được phép dọn tới sống tại khu biệt thự của gia nhà họ Lý tại San Francisco. Cô cũng được chăm sóc bởi những người giúp việc tại đây, gồm 5 vệ sĩ, bốn người vú nuôi làm việc cả ngày và một trợ lý riêng. Trang Channel News Asia cũng nêu nhiều phỏng đoán về việc có hay không hợp đồng trước hôn nhân giữa cô và nhà họ Lý.
Lễ đầy tháng cho con trai cô được tổ chức từ ngày 9 đến 11 tháng 7 năm 2009, trong ba ngày liên tục có sự tham dự của nhiều người nổi tiếng như trùm sòng bạc Hà Hồng Sân và vợ hai Lam Quỳnh Anh, Tăng Ấm Bồi (Tsang Yam Pui) và vợ thu hút sự chú ý của dư luận.
Tháng 6 năm 2010, Lương Lạc Thi sinh đôi hai con trai tại San Francisco.

## Danh sách phim
| Năm  | Tựa đề                                | Vai                                      |
| ---- | ------------------------------------- | ---------------------------------------- |
| 2004 | Sunshine Heartbeat 赤沙印记＠四叶草２ | Cô gái xem bói                           |
| 2005 | The Eye 10 見鬼 10                    | April                                    |
| 2005 | Bug Me Not! 虫不知                    | Moon (小月)                              |
| 2005 | Dragon Squad 猛龍                     | Con gái của Kong (江綽芝)                |
| 2005 | A Chinese Tall Story 情癲大聖         | Red Boy (紅孩兒)                         |
| 2006 | McDull, the Alumni 春田花花同學會     | Wing Yan (詠思)                          |
| 2006 | Isabella 伊莎貝拉                     | Cheung Bik-Yan (張碧欣)                  |
| 2006 | Dragon Tiger Gate 龍虎門              | voice                                    |
| 2006 | Nhật ký 妄想                          | Leung Wing Na/Ho Lai Yee (梁詠娜/何麗儀) |
| 2006 | The Knot 云水谣                       | Wang Xiao-rui (王曉芮)                   |
| 2007 | Simply Actors 戲王之王                | Khách mời                                |
| 2007 | Spider Lilies 刺青                    | Takeko (竹子)                            |
| 2008 | Missing 深海尋人                      | Chen Xiao-Kai (陳小凱)                   |
| 2008 | The Mummy: Tomb of the Dragon Emperor | Lin (小林)                               |

## Giải thưởng
Fantasporto (2006)
- Diễn viên xuất sắc nhất cho Isabella

Giải thưởng Hoa móng bò vàng (2006)
- Diễn viên mới xuất sắc nhất cho Isabella

## Đề cử
Giải thưởng Điện ảnh Hồng Kông (2005)
- Diễn viễn mới xuất sắc nhất cho "Bug Me Not"

Giải thưởng Điện ảnh Hồng Kông (2007)
- Diễn viên xuất sắc nhất cho "Isabella"

Giải thưởng Điện ảnh Hồng Kông (2007)
- Diễn viên phụ xuất sắc nhất cho "Nhật ký"

Giải thưởng Hoa móng bò vàng (2007)
- Diễn viên phụ xuất sắc nhất cho "Nhật ký"